# Referendum o občinah (9. april 2006)
Referendum o občinah je bil lokalni posvetovalni referendum, ki je potekal 9. aprila 2006.

## Referendumsko vprašanje
Prebivalci posameznih območij so se odločali, ali bi radi ostali v trenutni občini ali bi radi ustanovili svojo občino. 
Struktura vprašanja: "Ali ste za to, da se naše referendumsko območje izloči iz občine [Ime stare občine] v novo občino z imenom [Ime nove občine] in sedežem v [Ime sedeža nove občine]?"
Primer vprašanja: "Ali ste za to, da se naše referendumsko območje izloči iz občine Vrhnika v novo občino z imenom Log - Dragomer in sedežem v Dragomeru?"

## Rezultati po območjih

### Iz Gorenje vasi - Poljane v Poljane
| Odziv                            | Št. glasov | %     |
| -------------------------------- | ---------- | ----- |
| Da                               | 578        | 41,70 |
| Ne                               | 799        | 57,65 |
| Neveljavne ali prazne glasovnice | 9          | 0,65  |
| Skupaj glasov                    | 1386       | 100   |
| Udeležba                         | 72,1       | 72,1  |

### Iz Cerknice v Rakek
| Odziv                            | Št. glasov | %     |
| -------------------------------- | ---------- | ----- |
| Da                               | 815        | 44,25 |
| Ne                               | 1020       | 55,37 |
| Neveljavne ali prazne glasovnice | 7          | 0,38  |
| Skupaj glasov                    | 1842       | 100   |
| Udeležba                         | 75,8       | 75,8  |

### Iz Mozirja v Rečico ob Savinji
| Odziv                            | Št. glasov | %     |
| -------------------------------- | ---------- | ----- |
| Da                               | 870        | 65,36 |
| Ne                               | 443        | 33,28 |
| Neveljavne ali prazne glasovnice | 18         | 1,35  |
| Skupaj glasov                    | 1331       | 100   |
| Udeležba                         | 70,5       | 70,5  |

### Iz Idrije v Spodnjo Idrijo
| Odziv                            | Št. glasov | %     |
| -------------------------------- | ---------- | ----- |
| Da                               | 763        | 44,18 |
| Ne                               | 946        | 54,78 |
| Neveljavne ali prazne glasovnice | 18         | 1,04  |
| Skupaj glasov                    | 1727       | 100   |
| Udeležba                         | 71,9       | 71,9  |

### Iz Trebenj v Šentrupert
| Odziv                            | Št. glasov | %     |
| -------------------------------- | ---------- | ----- |
| Da                               | 1111       | 82,66 |
| Ne                               | 221        | 16,44 |
| Neveljavne ali prazne glasovnice | 12         | 0,89  |
| Skupaj glasov                    | 1344       | 100   |
| Udeležba                         | 70,4       | 70,4  |

### Iz Bleda v Gorje
| Odziv                            | Št. glasov | %     |
| -------------------------------- | ---------- | ----- |
| Da                               | 834        | 53,09 |
| Ne                               | 717        | 45,64 |
| Neveljavne ali prazne glasovnice | 20         | 1,27  |
| Skupaj glasov                    | 1571       | 100   |
| Udeležba                         | 65,8       | 65,8  |

### Iz Vrhnike v Log - Dragomer
| Odziv                            | Št. glasov | %     |
| -------------------------------- | ---------- | ----- |
| Da                               | 1644       | 84,61 |
| Ne                               | 292        | 15,03 |
| Neveljavne ali prazne glasovnice | 7          | 0,36  |
| Skupaj glasov                    | 1943       | 100   |
| Udeležba                         | 68,3       | 68,3  |

### Iz Lenarta v Sveti Jurij v Slovenskih goricah
| Odziv                            | Št. glasov | %     |
| -------------------------------- | ---------- | ----- |
| Da                               | 889        | 79,02 |
| Ne                               | 232        | 20,62 |
| Neveljavne ali prazne glasovnice | 4          | 0,36  |
| Skupaj glasov                    | 1125       | 100   |
| Udeležba                         | 66,0       | 66,0  |